# Granån, Värmland
Granån är ett ca 40 km långt vattendrag som har sina källor i myrarna väster om Rabbakkoberg i Lekvattnet, Torsby kommun. Från Halltjärn utgör Granån gräns mellan Lekvattnet och Gräsmarks socken för att vid Långtjärnsdammen helt rinna in i Gräsmarks socken och Sunne kommun.
Nedströms Stora Gransjön leds huvuddelen av Granån ner i en sprängd tunnel till sjön Kymmen som en del i Kymmenprojektet. Resterande sträcka har Granån minimitappning.
Omgivningarna runt nedre delen av Granån från Kymsälvens tillflöde till utloppet i Rottnan är klassat som riksintresse för naturvård och tillhör Gräsmarksdeltat.

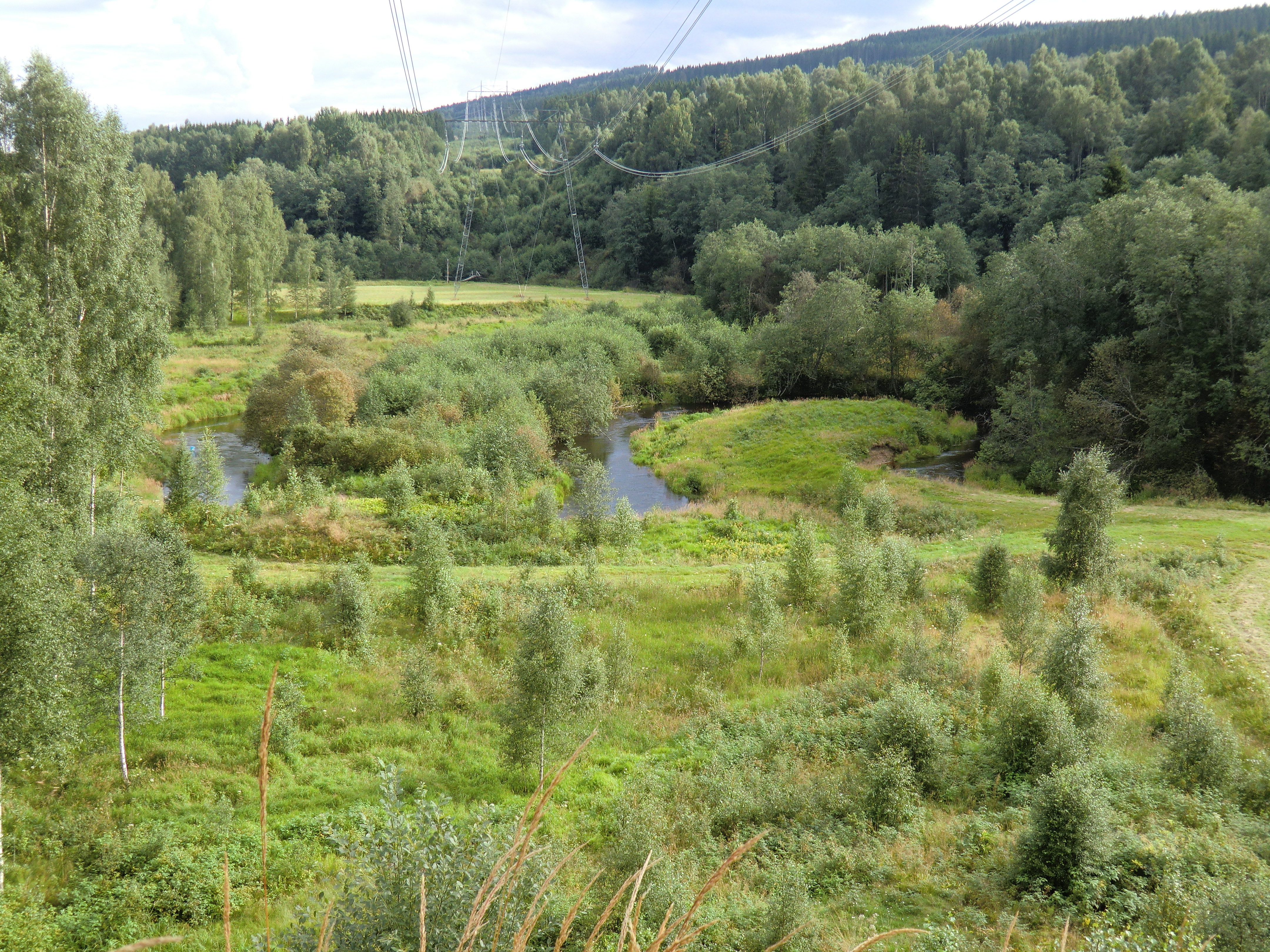
Granån vid Granbäck i Gräsmark.
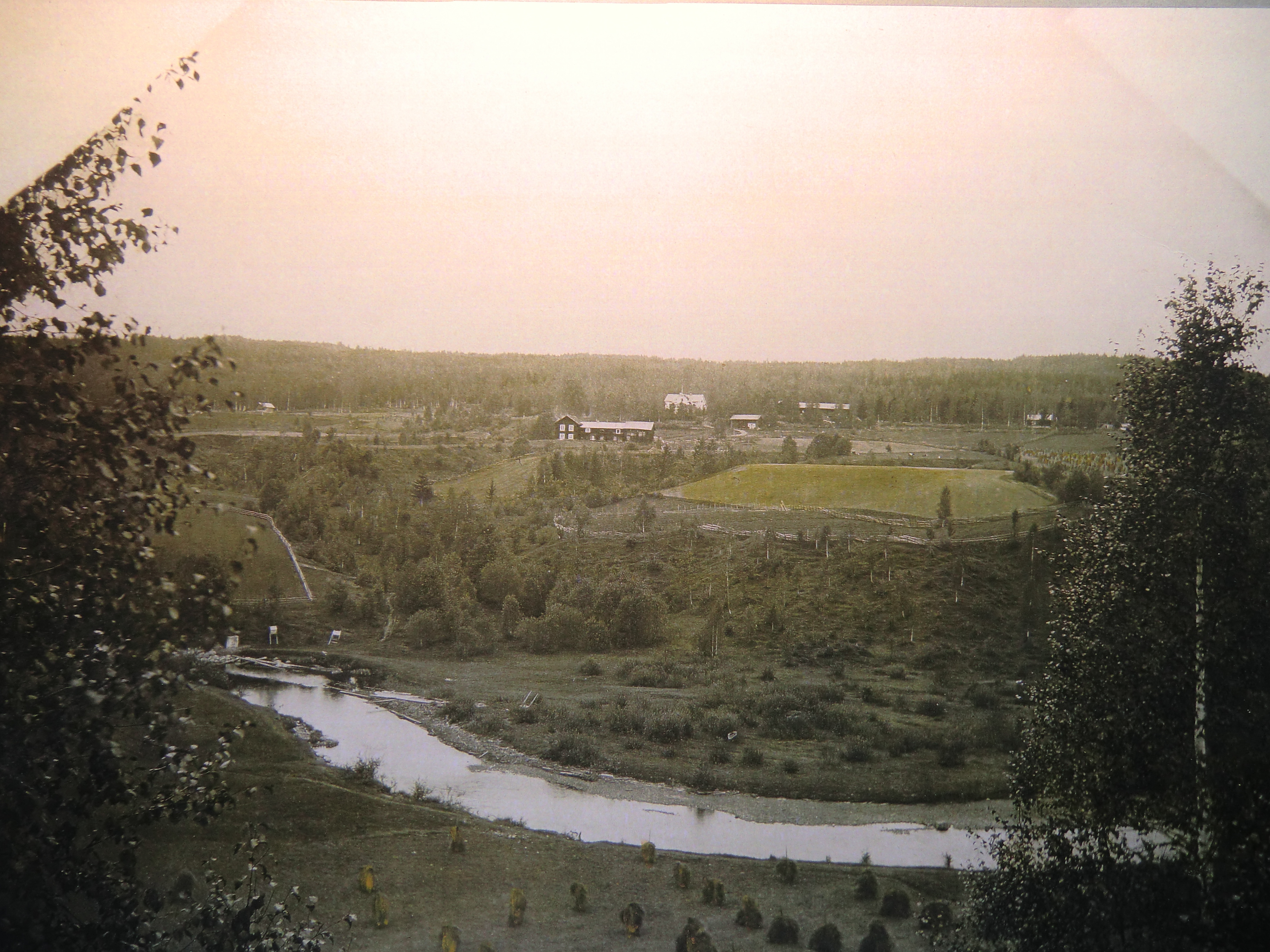
Granån vid Fagerstad i Gräsmark, omkring år 1900. Garveriet syns mitt i bilden.
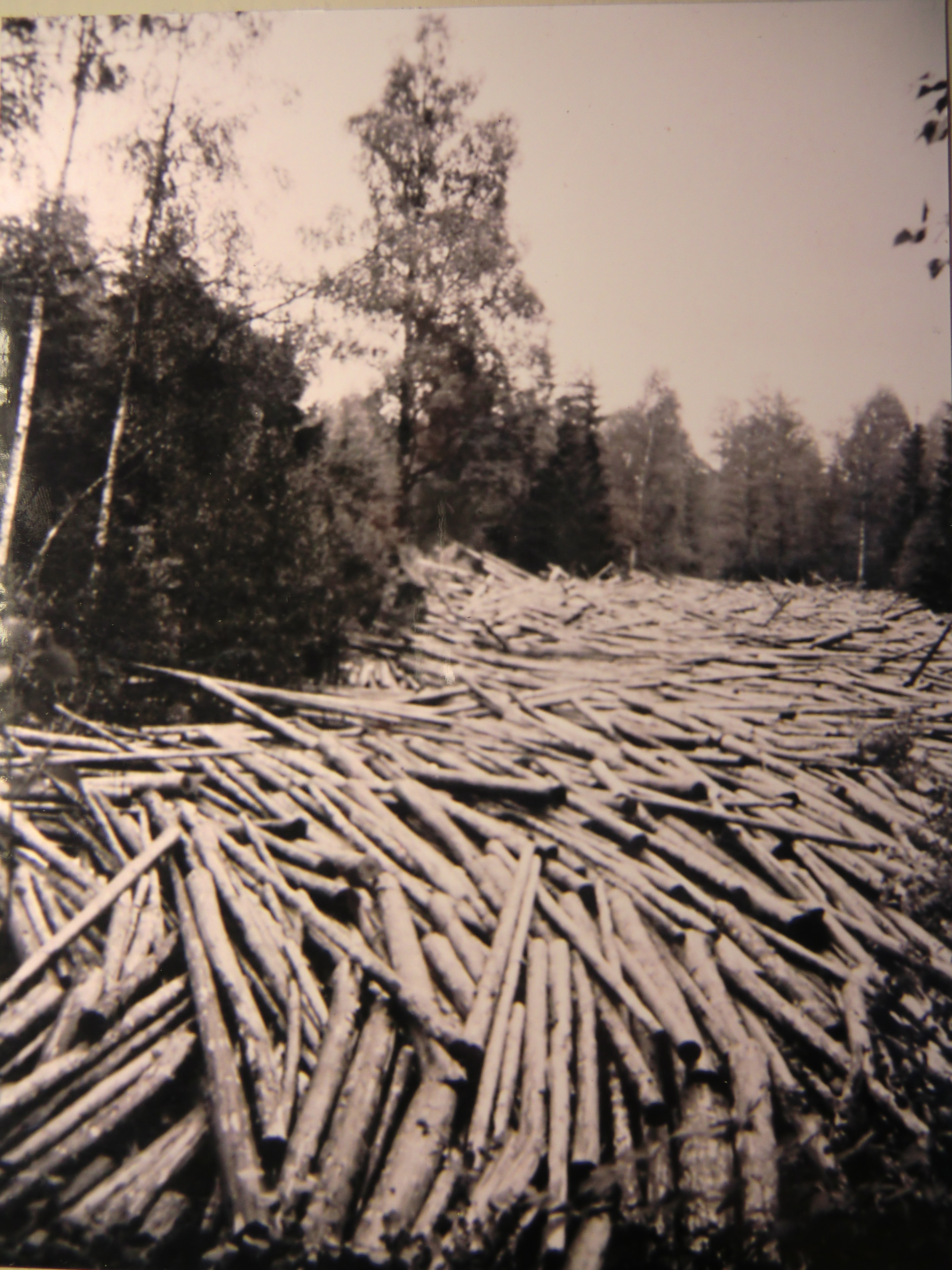
En bröt i Granån vid Kärr i Gräsmark under Flottningen 1947.